# Богданов, Пётр Григорьевич
Пётр Григо́рьевич Богда́нов (26 января 1904, ст. Остроленка, Ломжинская губерния, Российская империя — 1942, ГУЛАГ) — советский государственный и партийный деятель. Первый секретарь Кустанайского обкома и горкома партии. Депутат Совета Союза Верховного Совета СССР 1 созыва. Входил в состав особой тройки НКВД СССР.

## Биография
Пётр Григорьевич Богданов родился 26 января 1904 года в Остроленке Ломжинской губернии. В 1912—1914 годах обучался в городской приходской школе, а с 1915 по 1919 годы являлся учеником электромонтёра железнодорожного депо. Далее был призван в РККА, где в 1919—1921 годах служил фельдъегерем штаба Западного фронта, а с 1921 по 1925 годы электромонтёром авиамастерских.

### Работа в партийных структурах
- 1925—1926 годы — ответственный секретарь Заднепровского районного комитета ВЛКСМ в Смоленске.
- 1926—1927 годы — ответственный секретарь Смоленского уездного и городского комитета ВЛКСМ.
- 1927—1928 годы — ответственный секретарь Красновского волостного комитета ВКП(б) в Смоленской губернии.
- 1928—1929 годы — ответственный секретарь Починокского районного комитета ВКП(б) в Западной области.
- 1929—1932 годы — учёба в Коммунистическом университете трудящихся Востока имени И. В. Сталина.
- 1932—1933 годы — заведующий сектором Восточно-Казахстанского областного комитета ВКП(б).
- 1933—1935 годы — секретарь Катон-Карагайского районного комитета ВКП(б).
- 1935—1937 годы — заведующий Сельскохозяйственным отделом Восточно-Казахстанского областного комитета ВКП(б) — КП(б) Казахстана.
- с октября 1937 по май 1938 года — 3-й секретарь Восточно-Казахстанского областного комитета КП(б) Казахстана, 1-й секретарь Кустанайского областного комитета КП(б) Казахстана. Этот период отмечен вхождением в состав особой тройки, созданной по приказу НКВД СССР от 30.07.1937 № 00447[1] и активным участием в сталинских репрессиях[2].
- 12 декабря 1937 года был избран в Совет Союза Верховного Совета СССР 1-го созыва от Казахской ССР.

## Завершающий этап
Арестован 23 мая 1938 г. Приговорён к 8 годам ИТЛ ВКВС СССР 26 октября 1940 г.
Обвинялся по статьям 58-1, 58-2, 58-7, 58-8, 58-11 УК РСФСР.
Умер в местах лишения свободы в 1942 году. Реабилитирован 15 октября 1955 года Верховным судом СССР.